# Stephaniebraten

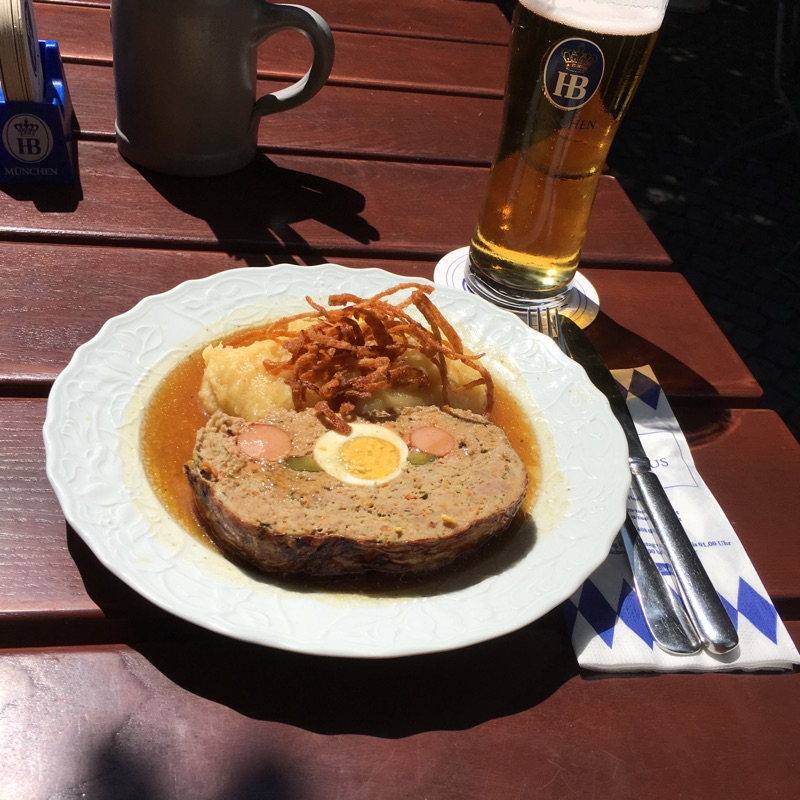
Stephaniebraten mit Erdäpfelpüree, Hofbräu zum Rathaus in Wien (2017)

Der Stephaniebraten, auch Stefaniebraten, ist ein Klassiker der Wiener Küche. Es handelt sich um einen verfeinerten Faschierten Braten mit Eiern und kleinen Essiggurken, fallweise auch mit Frankfurtern.

## Name und Zubereitung
Namensgeberin war Prinzessin Stephanie von Belgien, die Gattin des Kronprinzen Rudolf.
Vor Prinzessin Stephanies Ankunft in Wien beschrieben einige Kochbücher das Gericht als Juden-Braten. Auch gebraucht wird der Name Giselabraten. Der Begriff Falscher Hase findet zwar auch fallweise Anwendung, beschreibt jedoch korrekt den klassischen faschierten Braten ohne Eier, Würstel und Gurken.
Zur Zubereitung benötigt man neben gemischtem Faschierten (von Rind und Schwein) auch Knödelbrot oder Semmeln, Milch, Zwiebeln, Knoblauch und Butter, Bauchfleisch oder ein Schweinsnetz, die gekochten Eier, Essiggurken und Frankfurter. Abgeschmeckt und gewürzt wird mit Estragonsenf, gemahlenem Kümmel, Majoran, Petersilie, Salz und Pfeffer. Die Fleischmasse mit den Zutaten wird in ein Schweinsnetz eingerollt und im Backrohr gegart. Übliche Beilagen sind Erdäpfelpüree und grüner Salat.